# Ламбичи, Пьер
Пьер Ламбичи (род. в 1949 году в Марселе) — бывший великий мастер Великого востока Франции, с сентября 2008 по сентябрь 2010 года. Занимает должность председателя Совета ордена.

## Биография
Пьер Ламбичи родился в 1949 году Марселе. Его родители были служащими муниципалитета этого города. После изучения медицины, он стал врачом реаниматологом и кардиологом. В масонство он вступил (как и его отец, дядя и его дед по материнской линии до него) в ложу Великого востока Франции в 1976 году.
Он является организатором конференций, в том числе по биоэтике в Европе, вместе с Советом Европы в 1990 году в Страсбурге, по законам от 1905 года в 2006 году в Марселе.

## Карьера в Великом востоке Франции
После избрания досточтимым мастером своей масонской ложи, он стал великим оратором в Совете ордена Великого востока Франции в 1991 году, сроком на три года. После того как он временно перестал заниматься вопросами национальных послушаний, он взял на себя инициативу и занял должность заместителя великого секретаря по внутренним вопросам (2007 год). В сентябре 2008 года он был избран великим мастером Великого востока Франции. Он сменил на этом посту Жан-Мишеля Кийярдэ.
Он является автором книги «Ложи Республики», написанной в соавторстве с журналистом Оливье Маньяном, чьи права были переданы в Фонд Великого востока Франции.
Он являлся заместителем председателя CLIPSAS до 2013 года.

### В должности великого мастера
Его основные проекты в послушании:
- Защита атеизма и борьба за дифференциализм;
- Защита прав человека;
- Гражданство;
- Этика независимости;
- Образование во Французской республике;
- Роль Великого востока Франции в мире;
- Музей масонства;
- Долг памяти.

Срок его полномочий в качестве великого мастера Великого востока Франции, был отмечен его усилиями в воплощении общественных достижений и методов решения вопросов в послушании. Таким образом, была запущена организация конференций, большинство из которых являются децентрализованными, по таким темам, как «Устойчивое развитие и масонство» (Марсель, 2009 год), «Национальная армия» (Мец, 17 февраля 2010 года), «Иммиграция и гражданство» (Кале, 27 марта 2010 года), «Поддержка слабых автономий и 5 % риска в социальной защите» (Национальное собрание — 8 апреля 2010 года), «Рычаги перемен» (Клермон-Ферран, май 2010 года), «Кто владеет человеческим телом — вопрос пересадки органов?» (Тулуза, июнь 2010) и «Антимасонство» (Виши, 1 сентября 2010 года); также открытие Музея франкмасонства — 10 февраля 2010 года, а также запуск интернет-телевидения для прямых трансляций инициатив Великого востока Франции по всему миру.
Во время своего пребывания в должности, вопрос о памяти был оформлен по новому. Таким образом, он создал «Ценность основания ВВФ», который был удостоен в 2010 году звания лучшего проекта по созданию «Мемориального пространства».
Он предпринял большие усилия на международной арене, которые привели увеличения влияния Великого востока Франции на стратегическом уровне в международных масонских отношениях. В 2010 году в Нью-Йорке, Великий восток Франции был восстановлен в CLIPSAS, единогласным решением 80 французских и зарубежных масонских послушаний. Тогда же, в 2010 году, Ламбичи был избран вице-председателем CLIPSAS сроком на три года (до июня 2013 года).
Он был вынужден участвовать «гасить» конфликт вокруг вопроса о инициации женщин в Великий восток Франции, где этот вопрос всегда рассматривался как противоречащий Конституции и Общему регламенту ВВФ. Именно во время его пребывания на посту председателя Совета ордена, и с разрешения Внутренней дисциплинарной комиссии, были исключены 169 членов, которые участвовали в инициации женщин.
Он управлял ВВФ в самый критический момент, когда остро стоял вопрос о свободе лож в их праве инициировать женщин в Великий восток Франции. Благоприятные изменения появившиеся после решения конвента в вопросе инициации женщин в ВВФ, вызвали противоречия между решениями конвента и Верховным братски судом, в результате чего создалось внутреннее напряжение во всём послушании.

## Награды
Он является кавалером ордена Почетного легиона и кавалером ордена Академических пальм, а также имеет награды ВВФ и многочисленных иностранных послушаний.